# لبنان في دورة الألعاب العربية 2023
شاركت لبنان في النسخة الثالثة عشر من دورة الألعاب العربية 2023 التي أقيمت في الجزائر، والتي تم تأجيلها عامين كاملين بسبب جائحة فيروس كورونا بعد أن كان المقرر لها أن تقام في العراق، وجرت ألعاب هذه النسخة في خمس مدن جزائرية استمرت للفترة من 5 يوليو إلى 15 يوليو من العام 2023، وقد شملت 22 نوعًا من الرياضات، ولم تتمكن لبنان خلال منافسات البطولة من إحراز أية ميداليات فيها، وأنهت الدورة بمركز ال19 مكرر.

## مقدمة
انطلقت أول نسخة لدورة للألعاب العربية عام 1953 في الإسكندرية بمصر، شاركت فيها ثمان دول عربية، وكانت لبنان من ضمنهنّ.
واستضافت لبنان النسخة الثانية من دورة الألعاب العربية عام 1957 ببيروت، وفازت فيها كأعلى دولة في عدد الميداليات المُحصّلة، وكانت هذه المرة الوحيدة التي تفوز فيها لبنان في المركز الأول من حيث عدد الميداليات المُحصّلة منذ انطلاقة هذه البطولة.
كما استضافت لبنان النسخة الثامنة للألعاب العربية عام 1997 في بيروت أيضًا.
وكان من المقرر إقامة النسخة التي من المفترض أن تكون الثالثة عشر من دورة الألعاب العربية في بيروت عام 2015 لكن بسبب الظروف الأمنية استبدل لبنان بناءًا على طلبه لظروفه الأمنية لتنتقل إلى المغرب التي بدورها اعتذرت، وألغيت بعد ذلك.
وأقيمت النسخة الثالثة عشر للألعاب العربية عام 2023 في الجزائر وبعد أن كان مقرر لها أن تقام في العراق عام 2021 حيث أجلت للظروف الصحية والأمنية آنذاك. افتتحت النسخة الثالثة عشر للألعاب العربية في مدينة الجزائر العاصمة، وكانت أول مباراة كرة قدم في هذه البطولة بين منتخبيّ السودان ولبنان في مدينة عنابة، وعُدت هذه أول نسخة للألعاب العربية تقام في خمس مُدن مختلفة، وشاركت فيها 18 دولة عربية، بمجموع 3800 رياضي مُشارك، ولم تُحرز فيها لبنان ولا ميدالية من الميداليات الثلاث.

## أنشطة رياضية

### كرة القدم
مرحلة المجموعات
| لبنان | 0–3 | السودان |
| ----- | --- | ------- |
|       |     |         |

| لبنان | 0–1 | عُمان |
| ----- | --- | ---- |
|       |     |      |

| لبنان | 0–2 | الجزائر |
| ----- | --- | ------- |
|       |     |         |

## مشاركين
من المشاركين اللبنانيين في هذه البطولة:
- رامي مجلي.
- علي إسماعيل.
- حسين صالح.
- إبراهيم الشامي.
- محمد حيدر.
- عمر صباغ.
- علي قصاص.
- محمد صفوان.
- كريم مكاوي.
- محمد المصري.
- ساجد أمهز.